# Lễ khai mạc Sứ vụ của Giáo hoàng Phanxicô

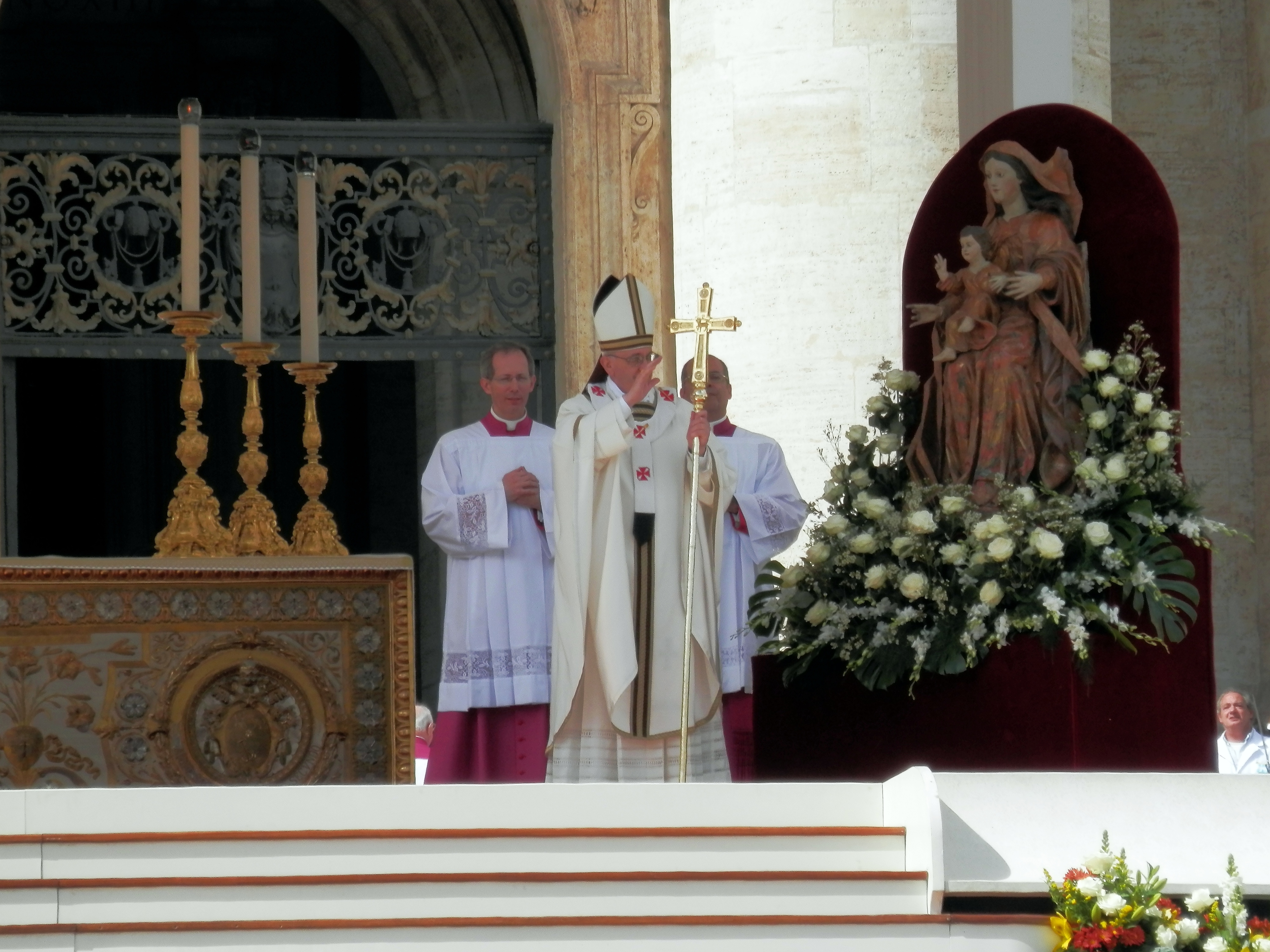
Giáo hoàng Phanxicô vẫy tay chào đám đông sau lễ

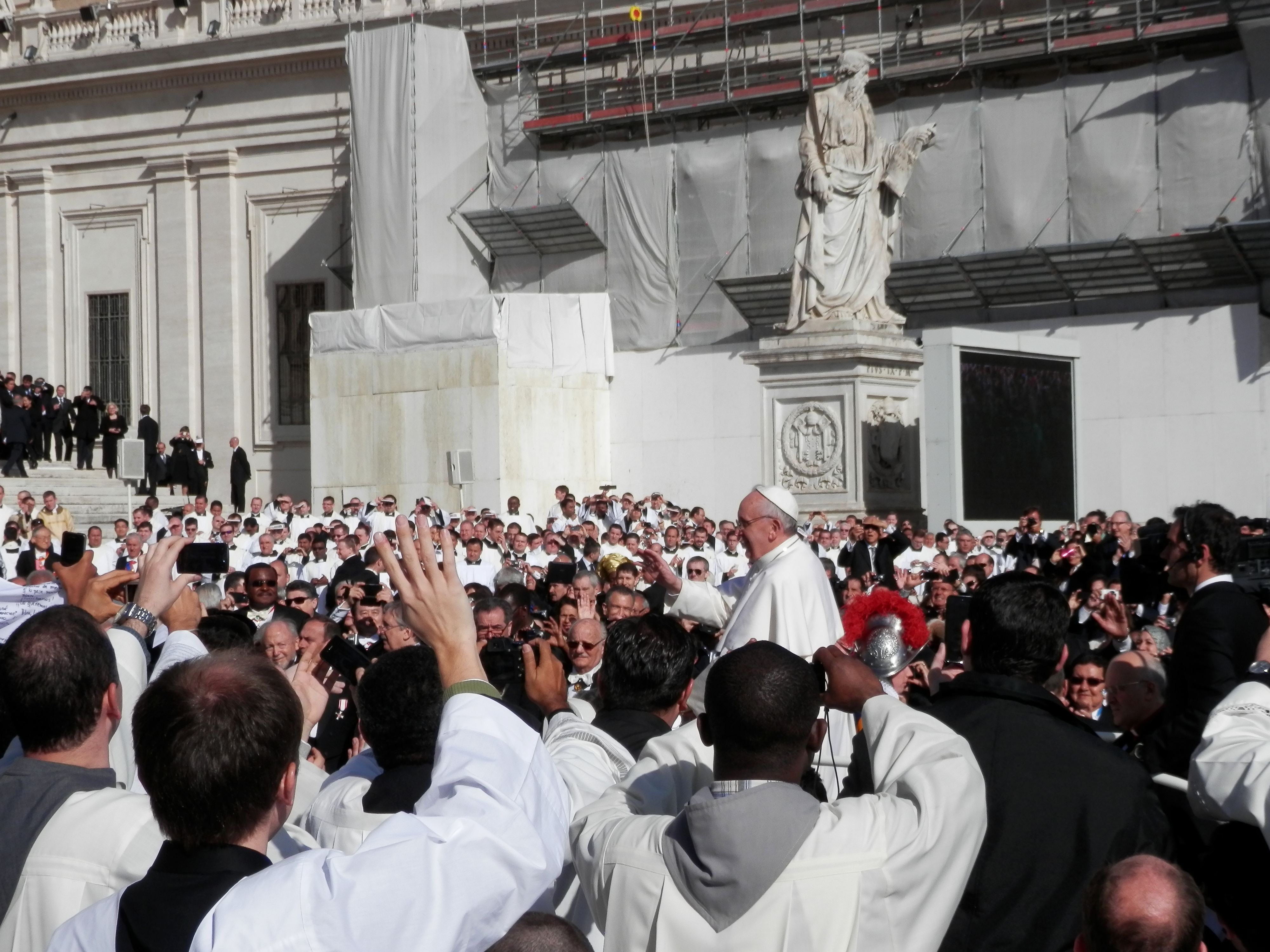
Đám đông tham dự lễ

Lễ khai mạc Sứ vụ của Giáo hoàng Phanxicô (tên đầy đủ là Thánh Lễ Khai mạc Sứ vụ Mục tử Toàn thể Hội Thánh, còn gọi là Lễ nhậm chức) được tổ chức vào ngày 19 tháng 3 năm 2013 tại Quảng trường Thánh Phêrô ở Vatican. Thánh lễ do chính ông cử hành trước sự hiện diện của các nhà lãnh đạo chính trị và tôn giáo đến từ khắp nơi trên thế giới. Phái đoàn chính thức đến từ 132 quốc gia cùng các nhóm tôn giáo khác nhau, đám đông dân sự tham dự ước tính từ 150.000 đến 200.000 người. Đây cũng là lần đầu tiên sau gần 1000 năm có một vị Thượng phụ Constantinopolis đến dự lễ nhậm chức của một vị giáo hoàng.

## Thánh lễ
Khoảng nửa giờ trước Thánh lễ, Giáo hoàng Phanxicô tiến vào quảng trường trong chiếc xe jeep màu trắng, mui trần, không có kính chắn đạn, tiến ra Quảng trường thánh Phêrô để chào đám đông. Ông dừng lại và ôm hôn một người khuyết tật và vài trẻ em. Trước khi cử hành thánh lễ, Giáo hoàng Phanxicô đã xuống tầng hầm dưới bàn thờ chính của Vương cung thánh đường Thánh Phêrô để viếng mộ của Thánh Phêrô - Tông đồ trưởng. Tại đây, ông cùng với 10 thủ lĩnh các Giáo hội Công giáo nghi lễ Đông Phương cầu nguyện và xông hương trên mộ Thánh Phêrô. Sau đó, đoàn rước tiến ra lễ đài trên thềm vương cung thánh đường.
Đi trước Giáo hoàng trong đoàn rước là 180 vị đồng tế, hầu hết là các hồng y, trong phẩm phục màu trắng vàng, trong khi ca đoàn Sistina của Tòa Thánh hát Kinh Cầu Các Thánh xin các vị phù giúp tân Giáo hoàng Phanxicô. Giáo hoàng đội một chiếc mũ mitra mà ông từng sử dụng từ khi còn là một giám mục cùng với bộ áo lễ đơn giản với cây Thánh giá Giáo hoàng mà người tiền nhiệm Biển Đức XVI đã sử dụng. Tân giáo hoàng giữ các bài hát và hành động phụng vụ đơn giản. Theo Hồng y Timothy Dolan, Giáo hoàng Phanxicô ít hát trong thánh lễ là vì ông chỉ còn có một lá phổi.
Giống như buổi lễ nhậm chức của các vị Giáo hoàng trước đây, Hồng y Trưởng đẳng Phó tế, thời điểm này là Hồng y Jean-Louis Tauran - sẽ là người choàng dây pallium lên vai vị tân Giáo hoàng. Hồng y Angelo Sodano - Niên trưởng Hồng y Đoàn đã xỏ nhẫn Ngư phủ vào tay Giáo hoàng, chiếc nhẫn này làm bằng bạc mạ vàng thay vì bằng vàng ròng như thông lệ.. Sáu hồng y, mỗi đẳng hai vị thay mặt Hồng y Đoàn tuyên xưng vâng lời tân Giáo hoàng. Trước đó, tất cả các vị hồng y cũng đã làm như vậy trong một nghi thức riêng.

### Bài giảng
Giáo hoàng Phanxicô giảng lễ bằng tiếng Ý. Ông tập trung vào ý nghĩa Lễ Kính Thánh Giuse, ngày phụng vụ của hôm đó. Có đoạn ông nói: "Chúng ta hãy trở thành những người gìn giữ công trình tạo dựng, gìn giữ kế hoạch của Thiên Chúa được ghi khắc trong thiên nhiên, giữ gìn tha nhân, môi sinh; chúng ta đừng để cho những dấu hiệu tàn phá và chết chóc tháp tùng hành trình của thế giới chúng ta! Nhưng để "gìn giữ" thì chúng ta cũng phải chăm sóc chính mình! Chúng ta hãy nhớ rằng oán ghét, ghen tương, kiêu ngạo làm cho cuộc sống bị nhơ bẩn! Gìn giữ có nghĩa là canh chừng những tâm tình chúng ta, con tim chúng ta, vì chính từ đó nảy sinh những ý hướng tốt hay xấu: những ý hướng xây dựng và những ý hướng hủy hoại! Chúng ta không được sợ sự tốt lành, và cũng đừng sợ sự dịu dàng!"

## Phái đoàn đại diện chính thức
| Quốc gia                      | Cờ | Phái đoàn |
| ----------------------------- | -- | --- |
| Andorra                       |    | Joan Enric Vives Sicília, Giám mục Urgell |
| Albania                       |    | Thủ tướng Sali Berisha |
| Angola                        |    | Phó tổng thống Manuel Domingos Vicente |
| Armenia                       |    | Tổng thống Serzh Sargsyan |
| Argentina                     |    | Tổng thống Cristina Fernandez de Kirchner |
| Áo                            |    | Tổng thống Heinz Fischer và phu nhân Margit Fischer Chancellor Werner Faymann Vice Chancellor Michael Spindelegger |
| Bahrain                       |    | Hoàng tử Abdullah bin Hamad bin Isa Al Khalifa |
| Bangladesh                    |    | Ngoại trưởng Dipu Moni |
| Belarus                       |    | Anatoly Rubinov, Chủ tịch Nghị viện Cộng hòa Sergey Aleinik, Ambassador to the Holy See |
| Bỉ                            |    | Vua Albert II và Hoàng hậu Paola Thủ tướng Elio Di Rupo |
| Bosnia-Herzegovina            |    | Thủ tướng Vjekoslav Bevanda Zlatko Lagumdžija, Ngoại trưởng Sredoje Nović, Bộ trưởng Nội vụ Eugen Šušak, Chủ tịch Văn phòng Nội các                                                                                                |
| Brasil                        |    | Tổng thống Dilma Rousseff |
| Bulgaria                      |    | Tổng thống Rosen Plevneliev |
| Canada                        |    | Toàn quyền David Johnston và phu nhân Sharon Johnston Jason Kenney, Minister for Citizenship, Immigration and Multiculturalism |
| Chile                         |    | Tổng thống Sebastian Piñera và Đệ nhất phu nhân Cecilia Morel |
| Trung Hoa Dân Quốc (Đài Loan) |    | Tổng thống Mã Anh Cửu và Đệ nhất phu nhân Chu Mỹ Thanh Vanessa Shih, Phó Ngoại trưởng |
| Colombia                      |    | Maria Angela Holguin, Ngoại trưởng |
| Costa Rica                    |    | Tổng thống Laura Chinchilla |
| Croatia                       |    | Tổng thống Ivo Josipović và Đệ nhất phu nhân Tatjana Josipović Vesna Pusić, Phó Thủ tướng kiêm Ngoại trưởng và Quan hệ châu Âu |
| Cuba                          |    | Phó Chủ tịch thứ nhất Miguel Díaz-Canel |
| Síp                           |    | Andreas Mavroyiannis, Ngoại trưởng thường trực |
| Cộng hòa Séc                  |    | Karel Schwarzenberg, Deputy Prime Minister and Minister of Foreign Affairs |
| Cộng hòa Dominican            |    | Candida Montilla, Đệ nhất phu nhân |
| Ecuador                       |    | Tổng thống Rafael Correa |
| Ai Cập                        |    | Mohamed Saber Arab, Bộ trưởng Văn hóa |
| El Salvador                   |    | Hugo Martínez, Ngoại trưởng |
| Pháp                          |    | Thủ tướng Jean-Marc Ayrault Laurent Fabius, Ngoại trưởng |
| Đức                           |    | Norbert Lammert, Chủ tịch Bundestag Winfried Kretschmann, Chủ tịch Bundesrat Thủ tướng Angela Merkel Phó thủ tướng Philipp Rösler                                                                                                  |
| Honduras                      |    | Tổng thống Porfirio Lobo Sosa |
| Hungary                       |    | Tổng thống János Áder và Đệ nhất phu nhân Anita Herczegh Zsolt Semjén, Phó thủ tướng György Hölvényi, Bộ trưởng Tôn giáo, Dân tộc và Xã hội dân sự                                                                                 |
| Ý                             |    | Tổng thống Giorgio Napolitano và Đệ nhất phu nhân Clio Maria Bittoni Thủ tướng Mario Monti Laura Boldrini, Chủ tịch Hạ viện Pietro Grasso, Chủ tịch Thượng viện                                                                    |
| Ấn Độ                         |    | P. J. Kurien, Chủ tịch Quốc hội |
| Ireland                       |    | Tổng thống Michael D. Higgins và phu nhân Sabina Coyne Michael Noonan, Bộ trưởng Tài chính |
| Nhật Bản                      |    | Yoshiro Mori, cựu Thủ tướng |
| Kosovo                        |    | Hashim Thaçi, Thủ tướng |
| Lebanon                       |    | Thủ tướng Nagib Miqati |
| Liechtenstein                 |    | Thái tử Alois Philipp Maria và phu nhân Sophie |
| Lithuania                     |    | Tổng thống Dalia Grybauskaitė |
| Luxembourg                    |    | Đại công tước Henri và Đại công tước Maria Teresa |
| Malta                         |    | Tổng thống George Abela Thủ tướng Joseph Muscat Lawrence Gonzi, Lãnh tụ đối lập |
| Mexico                        |    | Tổng thống Enrique Peña Nieto và phu nhân Angélica Rivera |
| Monaco                        |    | Ông hoàng Albert II và Bà hoàng Charlene |
| Hà Lan                        |    | Vua Willem-Alexander của Hà Lan và Hoàng hậu Máxima của Hà Lan Thủ tướng Mark Rutte |
| New Zealand                   |    | Chris Finlayson, Chưởng lý |
| Nicaragua                     |    | Phó tổng thống Omar Halleslevens |
| Nigeria                       |    | David Mark, Chủ tịch Quốc hội Stella Oduah-Ogiemwonyi, Minister of Aviation Viola Onwuliri, Minister of State |
| Paraguay                      |    | Tổng thống Federico Franco |
| Peru                          |    | Rafael Roncagliolo, Ngoại trưởng |
| Philippines                   |    | Phó tổng thống Jejomar Binay |
| Ba Lan                        |    | Tổng thống Bronisław Komorowski và phu nhân Anna Komorowska Bogdan Borusewicz, Phát ngôn viên Quốc hội Lech Wałęsa, cựu Tổng thống Jacek Cichocki, Giám đốc Văn phòng Thủ tướng                                                    |
| Bồ Đào Nha                    |    | Tổng thống Anibal Cavaco Silva |
| Romania                       |    | Tổng thống Traian Băsescu |
| Nga                           |    | Sergey Naryshkin, Chủ tịch Duma Quốc gia |
| San Marino                    |    | Pasquale Valentini, Bộ trưởng Ngoại giao và Chính trị |
| Serbia                        |    | Tổng thống Tomislav Nikolić Ivan Mrkić, Ngoại trưởng |
| Seychelles                    |    | Jean-Paul Adam, Ngoại trưởng |
| Singapore                     |    | Grace Fu, Bộ trưởng Văn phòng Thủ tướng |
| Slovakia                      |    | Tổng thống Ivan Gašparovič |
| Slovenia                      |    | Tổng thống Borut Pahor |
| Hàn Quốc                      |    | Yoo Jin-Ryong, Bộ trưởng Văn hóa |
| Tây Ban Nha                   |    | Hoàng tử Felipe và phu nhân Letizia Thủ tướng Mariano Rajoy |
| Sri Lanka                     |    | Neomal Perera, Phó thủ tướng ngoại giao Sarath Kumara Gunaratna, Phó thủ tướng Ngư nghiệp và Tài nguyên nước John Amaratunga, Nghị viên                                                                                            |
| Thụy Sĩ                       |    | Didier Burkhalter, Nghị viện Liên bang |
| Ukraine                       |    | Kostyantyn Hryshchenko, Phó thủ tướng |
| Vương quốc Anh                |    | Hoàng tử Richard, Công tước xứ Gloucester và phu nhân Birgitte, Nữ công tước xứ Gloucester Baroness Warsi, Bộ trưởng Ngoại giao và Quan hệ với Khối Thịnh Vượng và Các cộng đồng Tôn giáo Kenneth Clarke, Bộ trưởng không chỉ định |
| Hoa Kỳ                        |    | Phó tổng thống Joe Biden và phu nhân Jill Biden Nancy Pelosi, Chủ tịch Hạ viện Susana Martinez, Thống đốc Tiểu bang New Mexico |
| Venezuela                     |    | Diosdado Cabello, Phát ngôn viên Quốc hội |
| Zimbabwe                      |    | Tổng thống Robert Mugabe |

Trung Quốc phản đối tư cách tham dự của đoàn Đài Loan bởi mối quan hệ ngoại giao giữa Tòa Thánh và Trung Hoa Dân quốc.

### Tổ chức
| Tổ chức              | Cờ | Phái đoàn chính thức |
| -------------------- | -- | --- |
| Liên minh châu Âu    |    | Herman Van Rompuy, Chủ tịch Cộng đồng châu Âu Jose Manuel Barroso,Chủ tịch Ủy ban châu Âu Martin Schulz, Chủ tịch Nghị viện châu Âu |
| Liên Hợp Quốc        |    | José Graziano da Silva, Tổng Giám đốc Tổ chức Lương thực và Nông nghiệp Liên hợp quốc (FAO)                                         |
| Hiệp sĩ Cứu tế Malta |    | Thống chế Matthew Festing |

### Tôn giáo

#### Kitô giáo
| Giáo hội                                        | Phái đoàn chính thức |
| ----------------------------------------------- | --- |
| Các Giáo hội thuộc Chính Thống giáo Đông Phương | |
| Giáo hội Chính Thống giáo Constantinople        | Bartholomew I, Thượng phụ Đại kết Constantinople                                                                            |
| Giáo hội Tông đồ Armenian                       | Karekin II, Giáo trưởng toàn Armenians                                                                                      |
| Giáo hội Chính Thống giáo Nga                   | Hilarion (Alfeyev), Trưởng ban Quan hệ với các Giáo hội Bên ngoài Tòa Thượng phụ Moskva                                     |
| Giáo hội Chính Thống giáo Serbian               | Metropolitan Amfilohije (Radović), Tổng Giám mục miền Montenegro và Littoral, Giám quản Buenos Aires (miền Trung và Nam Mỹ) |
| Giáo hội Chính Thống giáo America               | Metropolitan Tikhon, Tổng Giám mục toàn lục địa Mỹ và Canada                                                                |
| Các giáo hội Anh giáo và Công giáo Cổ           | |
| Giáo hội Anh                                    | John Sentamu, Tổng Giám mục York, Primate of England                                                                        |
| Giáo hội Episcopal                              | Pierre Whalon, Giám mục |
| Giáo đoàn Utrecht (Công giáo Cổ)                | Joris Vercammen, Tổng Giám mục Utrecht                                                                                      |

Đây là vị Thượng phụ Đại kết Constantinople đầu tiên tham dự lễ nhậm chức của Giáo hoàng kể từ cuộc Ly giáo Đông - Tây hồi năm 1054. Các nhà lãnh đạo Chính Thống giáo nói rằng quyết định của Thượng phụ Bartholomew I đương nhiệm của Constantinople khi tham dự sự kiện này cho thấy sự xem xét mối quan hệ giữa các giáo hội Chính Thống giáo và Công giáo đang là một ưu tiên. Họ cũng lưu ý rằng, Giáo hoàng Phanxicô đã hoạt động vì công bằng xã hội và nhấn mạnh sự thống khổ của người nghèo khi toàn cầu hóa có thể đã tạo ra một cơ hội đổi mới "cho hai cộng đoàn giáo hội cùng làm việc chung về các vấn đề cùng quan tâm.

#### Tôn giáo khác
| Cơ chế tôn giáo               | Phái đoàn chính thức                                                                               |
| ----------------------------- | -------------------------------------------------------------------------------------------------- |
| Phật giáo                     | |
| Risshō Kōsei Kai              | Nichiko Niwano, Chủ tịch                                                                           |
| Jaina                         | |
| Viện Thần học Jaina           | Harshadray N Sanghrajka, Phó chủ tịch kiêm Giám đốc                                                |
| Do Thái giáo                  | |
| Cộng đồng Do Thái giáo Ý quốc | Riccardo di Segni, Trưởng Rabbi thành Roma Riccardo Pacifici, Chủ tịch Cộng đồng Do Thái giáo Roma |
| Trưởng hội Rabbi Israel       | Oded Wiener, Tổng quản                                                                             |
| Hồi giáo                      | |
| Cộng đồng Hồi giáo Serbia     | Muhamed Jusufspahić, Mufti thành Serbia và Phó chủ tịch Rijaset Cộng đồng Hồi giáo Serbia          |
| Cộng đồng Hồi giáo Mỹ Latinh  | Mohamed Youssef Hajar, Tổng thư ký Tổ chức Hồi giáo Mỹ Latinh                                      |